# Cristian Emmerich de Haro
Cristian Emmerich de Haro (Lima, 1968) es un contador público y auditor. En el año 2019 ocupó por algunos meses la presidencia del Club Sporting Cristal
Cursó sus estudios profesionales en la Universidad de Lima obteniendo el título de contador público. Siguió estudios de posgrado en la Universidad Adolfo Ibáñez. 
Ejerció su labor profesional en el sector privado siendo socio en las sucursales peruanas de Ernst & Young (2005-2020) y KPMG (a partir de 2021). También ocupa el cargo de Presidente del Instituto Peruano de Auditores Independientes - IPAI desde diciembre del 2021.
Desde el año 2014 y hasta el 2017 fue miembro del directorio del Club Sporting Cristal y entre abril y septiembre del 2019 fue presidente de dicha institución durante la última etapa en que la misma formaba parte de la Corporación Backus y antes de su venta al grupo Innova, sus actuales propietarios.